# East Union Township (Pennsylvanie)
Pour les articles homonymes, voir East Union.
East Union Township est un township situé au nord du comté de Schuylkill, en Pennsylvanie, aux États-Unis,. En 2010, il comptait une population de 1 605 habitants.

## Démographie
Lors du recensement de 2010, le township comptait une population de 1 605 habitants. Elle est estimée, en 2016, à 1 595 habitants.

### Source de la traduction
- (en) Cet article est partiellement ou en totalité issu de l’article de Wikipédia en anglais intitulé « East Union Township, Schuylkill County, Pennsylvania » (voir la liste des auteurs).